# Dự báo thị trường chứng khoán
Dự báo thị trường chứng khoán hay Dự đoán thị trường chứng khoán (Stock market prediction) là hành động cố gắng xác định giá trị tương lai của một công ty cổ phiếu hoặc công cụ tài chính khác được giao dịch trên sàn giao dịch chứng khoán. Việc nhận định, dự đoán thành công giá trị tương lai của một cổ phiếu (giá cổ phiếu) có thể mang lại lợi nhuận đáng kể cho nhà đầu tư. Giả thuyết thị trường hiệu quả gợi ý rằng giá cổ phiếu phản ánh tất cả thông tin hiện hữu và bất kỳ thay đổi giá nào không dựa trên thông tin mới được tiết lộ, do đó vốn không thể đoán định trước được. Những ý kiến khác không đồng ý và những người có quan điểm này sở hữu vô số phương pháp và công nghệ được cho là cho phép họ thu được thông tin về giá trong tương lai. Các nhà phân tích cơ bản quan tâm đến công ty làm cơ sở nền tảng cho cổ phiếu đó (chứng khoán cơ sở). Họ đánh giá hiệu quả hoạt động trong quá khứ của công ty cũng như độ tin cậy của mã chứng khoán (tài chính, kế toán) của công ty đó. Nhiều tỷ lệ hiệu suất được tạo ra để hỗ trợ nhà phân tích cơ bản đánh giá tính hợp lệ của một cổ phiếu, chẳng hạn như Tỷ số P/E. Warren Buffett có lẽ là nhà phân tích cơ bản nổi tiếng nhất. Ông sử dụng tỷ lệ vốn hóa thị trường-tương quan-GDP tổng thể để biểu thị giá trị tương đối của thị trường chứng khoán nói chung, do đó tỷ lệ này được gọi là "Chỉ số Buffett" (Buffett indicator).

## Phương pháp

### Phân tích cơ bản
Phân tích cơ bản (Fundamental analysis) trên thị trường chứng khoán với mục tiêu cố gắng đạt được là tìm ra giá trị thực của một cổ phiếu, sau đó có thể so sánh với giá trị mà nó đang được giao dịch trên thị trường chứng khoán và từ đó tìm hiểu xem cổ phiếu trên thị trường có bị định giá thấp hay không. Việc tìm ra giá trị thực có thể được thực hiện bằng nhiều phương pháp khác nhau với nguyên tắc cơ bản giống nhau. Nguyên tắc là một công ty có giá trị bằng tất cả lợi nhuận trong tương lai của nó cộng lại. Những khoản lợi nhuận trong tương lai này cũng phải được chiết khấu về giá trị hiện tại của chúng. Nguyên tắc này phù hợp với lý thuyết cho rằng kinh doanh chỉ quan tâm đến lợi nhuận và không có gì khác. Ngược lại với phân tích kỹ thuật, phân tích cơ bản được coi là một chiến lược dài hạn hơn. Phân tích cơ bản được xây dựng dựa trên niềm tin rằng xã hội loài người cần vốn để đạt được tiến bộ và nếu một công ty hoạt động tốt, công ty đó sẽ được thưởng thêm vốn và dẫn đến giá cổ phiếu tăng vọt. Phân tích cơ bản được các nhà quản lý quỹ sử dụng rộng rãi vì nó hợp lý, khách quan nhất và được thực hiện từ những thông tin có sẵn công khai như phân tích báo cáo tài chính. Một ý nghĩa khác của phân tích cơ bản là phân tích công ty từ dưới lên, nó đề cập đến phân tích từ trên xuống từ phân tích đầu tiên về nền kinh tế toàn cầu, tiếp theo là phân tích quốc gia, sau đó là phân tích ngành và cuối cùng là phân tích cấp độ công ty.

### Phân tích kỹ thuật
Phân tích kỹ thuật (Technical analysis) là một phương pháp phân tích để phân tích và dự báo hướng của giá thông qua nghiên cứu dữ liệu thị trường trong quá khứ (lịch sử giao dịch), chủ yếu là biến động giá và khối lượng giao dịch. Hiệu quả của phân tích kỹ thuật bị tranh cãi bởi giả thuyết thị trường hiệu quả, trong đó giả thiết rằng giá thị trường chứng khoán về cơ bản là không thể đoán trước được, và nghiên cứu xem liệu phân tích kỹ thuật có mang lại lợi ích gì hay không đã tạo ra nhiều kết quả khác nhau. Các nhà phân tích kỹ thuật hoặc tác giả vẽ biểu đồ thường ít quan tâm đến bất kỳ nguyên tắc cơ bản nào của công ty. Họ tìm cách xác định khả năng biến động giá cổ phiếu trong tương lai chủ yếu dựa trên xu hướng của giá trong quá khứ (một dạng phân tích chuỗi thời gian). Các kỹ thuật được sử dụng như trung bình di chuyển theo cấp số nhân (EMA), bộ dao động, mức hỗ trợ và kháng cự hoặc các chỉ báo động lượng và khối lượng. Phân tích kỹ thuật được sử dụng nhiều hơn cho các chiến lược ngắn hạn hơn là các chiến lược dài hạn. Và do đó, nó phổ biến hơn nhiều trên thị trường hàng hóa và ngoại hối, nơi các nhà giao dịch tập trung vào biến động giá ngắn hạn. Có một số giả định cơ bản được sử dụng trong phân tích này, đầu tiên là mọi thứ quan trọng về một công ty đều đã được định giá vào cổ phiếu, mặt khác là giá di chuyển theo xu hướng và cuối cùng là lịch sử (về giá) có xu hướng lặp lại, chủ yếu là do tâm lý thị trường.